# AH8
AH8 là một con đường trong Mạng lưới đường cao tốc Châu Á chạy dài 4907 km (3050 dặm) từ Torfyanovka, Nga đến Bandar-e Emam Khomeyni, Iran.

## Lộ trình

### Nga
- A181 : ( Phần Lan ) - Torfyanovka - Vyborg - Saint Petersburg
- M10: Saint Petersburg - Tver - Moscow
- M4: Moscow - Kashira
- R22: Kashira - Tambov - Borisoglebsk - Volgograd - Astrakhan
- R215: Astrakhan - Kochubey - Kizlyar - Babayurt
- 82K-003: Babayurt - Khasavyurt
- R217: Khasavyurt - Makhachkala - Kazmalyarskiy - Samur

### Azerbaijan
- Đường cao tốc M1: Samur - Sumgayit - Baku
- Baku Ring: Baku
- Đường cao tốc M3: Baku - Ələt - Biləsuvar - Astara

### Iran
- Đường 49:  Astara - Rasht
- Xa lộ 1: Rasht - Qazvin
- Xa lộ 2: Qazvin - Tehran
- Xa lộ 5: Tehran - Saveh - Salafchegan
- Đường 56: Salafchegan - Arak - Borujerd
- Đường 37: Borujerd - Khorramabad
- Xa lộ 5: Khorramabad - Andimeshk
- Đường 37: Andimeshk - Ahvaz
- Xa lộ 5: Ahvaz - Bandar-e Emam Khomeyni
- (Khi các đoạn đường đang xây dựng hoàn thành:  Xa lộ 5: Tehran - Saveh - Salafchegan - Arak - Borujerd - Khorramabad - Andimeshk - Ahvaz - Bandar-e Emam Khomeyni)